# Elias Ashmole
Elias Ashmole (Lichfield, 23 maggio 1617 – Londra, 18 maggio 1692) è stato un collezionista d'arte, storico e alchimista inglese.
Fondatore dell'Ashmolean Museum di Oxford, è ricordato anche come studioso di astrologia, numismatica, corografia e botanica, nonché appartenente alla massoneria.

## Biografia
Fu un sostenitore della fazione realista durante la Rivoluzione inglese ed a seguito della restaurazione di Carlo II venne ricompensato per la sua fedeltà con diversi uffici pubblici che gli fornirono una discreta ricchezza.
Grazie alle sue ricchezze egli fu un fanatico collezionista di oggetti curiosi e di artefatti di ogni specie. Gran parte degli oggetti della sua ricca e bizzarra collezione vennero acquistati dal viaggiatore e botanico John Tradescant il Giovane e vennero in seguito fatte oggetto di donazione all'Università di Oxford che ne fece uso per allestire la collezione preservata all'Ashmolean Museum. Oltre alla sua collezione l'Università ricevette da Ashmole la sua intera biblioteca e la sua raccolta di preziosissimi manoscritti.
Oltre alla sua passione per il collezionismo, Ashmole fu noto a corte per le sue attività di studioso di arti occulte, magia, alchimia ed astrologia, e venne consultato dalla corte reale e dallo stesso sovrano Carlo II numerose volte. Sebbene sia stato uno dei padri fondatori della Royal Society, un caposaldo della ricerca scientifica dell'epoca, tuttavia non ne fece mai attivamente parte.
Era nato a Lichfield, nello Straffordshire, da una famiglia ricca che però aveva subito un certo declino già prima della nascita di Ashmole. Il nome della famiglia dovrebbe essere una variante della famiglia Ashmore, molto diffusa nelle Midlands. Suo padre Simon Ashmole era un soldato, mentre la madre, Anna, era cugina di un notabile della regione. Ashmole studiò alla Lichfield Grammar School e divenne un corista nella Cattedrale di Lichfield. Nel 1638, con l'aiuto della famiglia materna, divenne avvocato e praticò nel foro di Londra. Poco dopo sposò Eleanor Mainwaring, appartenente ad una famiglia povera ma di nobili origini che morì pochi anni dopo. 
All'età di soli vent'anni, Ashmole iniziò la sua scalata verso la ricchezza diventando uno dei fedelissimi di Carlo I durante la guerra civile. Allo scoppiare del conflitto, nel 1642, Ashmole abbandonò Londra per raggiungere la dimora di suo suocero, Peter Mainwaring, presso Smallwood nel Cheshire, dove visse in ritiro fino al 1644 quando venne eletto responsabile per la esazione delle tasse per conto della corona nella regione di Lichfield. Subito dopo ricevette un incarico militare nella guarnigione di Oxford, e durante questo periodo si dedicò allo studio delle discipline occulte, studiando contemporaneamente fisica e matematica al Brasenose College dell'Università di Oxford sebbene formalmente non ne sia mai stato uno studente.
Alla fine del 1645 Ashmole lasciò il suo incarico ad Oxford per accettare quello di Commissario per l'esazione delle tasse a Worcester.

### Massoneria
Dopo la sconfitta della fazione lealista nel 1646 Ashmole si ritirò nuovamente nel Cheshire e fu allora che conobbe uno studioso di nome Tyler Parott che lo introdusse in massoneria. Nei suoi diari personali, alla data 16 ottobre 1646 Ashmole scrive:
Sebbene sia presente una sola testimonianza nei suoi diari della sua appartenenza alla Massoneria, tuttavia sembra che Ashmole sia rimasto in stretto legame con essa, dato che presenziò alle loro riunioni almeno fino al 1682.
Ashmole è considerato il primo massone della Massoneria "speculativa" di cui si abbiano notizie storiche e il Real Ordine degli Antichi Liberi e Accettati Muratori, organismo massonico che si richiama esplicitamente alla "scienza spirituale rosacrociana del '600", ne ricorda la nascita durante l'ultima decade di maggio.

### Alchimia e collezione Tradescant
Durante il decennio 1650– 1660 Ashmole si dedicò interamente allo studio dell'alchimia.
Nel 1650 pubblicò il Fasciculus Chemicus sotto lo pseudonimo anagrammato di James Hasholle.
Quest'opera è la traduzione in inglese di due trattati alchemici in latino, uno dei quali di Arthur Dee, figlio del celebre occultista John Dee; l'altro di Jean d'Espagnet. Nel 1652 Ashmole pubblicò il più importante dei suoi trattati alchemici, il Theatrum Chemicum Britannicum, un commentario molto ricco di note su diversi poemi alchemici in inglese. L'importanza dell'opera risiede nel fatto di aver reso pubbliche delle opere fino ad allora conservate in rari manoscritti di collezioni private e venne per questo studiata avidamente da altri studiosi di alchimia.
La leggenda vuole che un altro grande studioso anglosassone di alchimia, William Backhouse di Swallowfield, che aveva fatto di Ashmole il suo erede spirituale, abbia rivelato in punto di morte a quest'ultimo il segreto della Pietra filosofale e che Ashmole lo abbia a sua volte rivelato a Robert Plot, il primo responsabile dell'Ashmolean Museum. Nel 1658 Ashmole pubblicò il suo ultimo lavoro alchemico, The Way to Bliss. In seguito incontrò il botanico e viaggiatore John Tradescant il Giovane intorno al 1650, il quale, insieme a suo padre, John Tradescant il Vecchio, aveva collezionato una vasta raccolta di piante esotiche e specie minerali ed altre curiosità provenienti da tutto il mondo. Ashmole aiutò Tradescant a catalogare la sua collezione nel 1652 e nel 1656 finanziò la pubblicazione del catalogo con il titolo Musaeum Tradescantianum. Nel 1659 Tradescant, che aveva perso precocemente il suo unico figlio ed erede, nominò Ashmole come erede della propria collezione. Quando Tradescant morì nel 1662, Ashmole dovette affrontare l'opposizione della vedova di Tradescant, Hester, all'esecuzione delle volontà testamentarie di suo marito, che venne tuttavia rigettata dopo una causa lunga due anni.

### La Restaurazione
A seguito della restaurazione di Carlo II nel 1660, la lealtà di Ashmole alla sua causa venne ampiamente ricompensata. Egli venne nominato Controllore delle Esazioni di Londra e più tardi Commissario per il Suriname, anche se il suo incarico più importante e remunerativo fu quello di Windsor Herald.

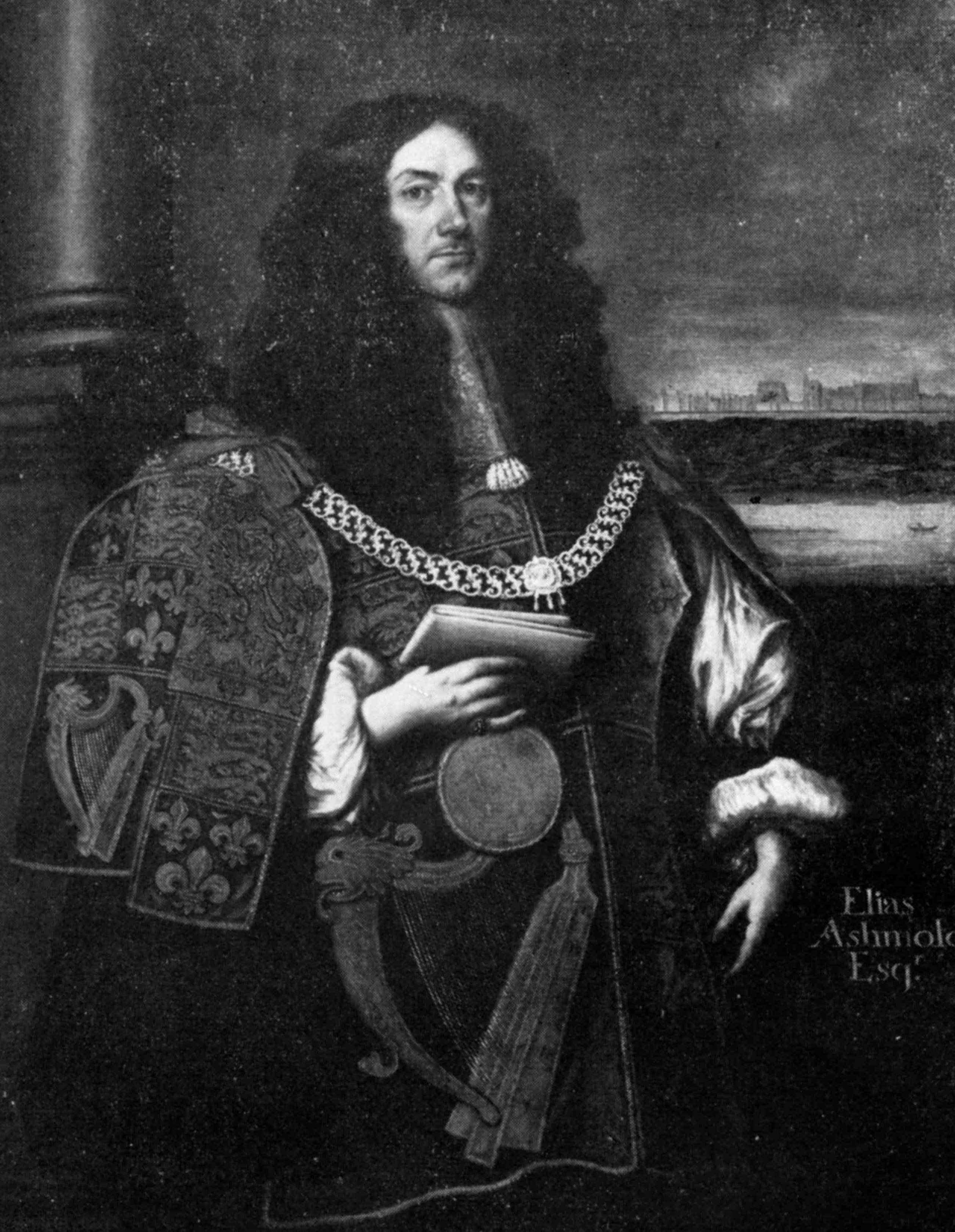
Dipinto di Cornelius Neve che ritrae Elias Ashmole nella sua veste di Windsor Herald.

Mentre ricopriva questo incarico si dedicò allo studio della storia dell'Ordine della Giarrettiera a cui si era appassionato già da dieci anni e nel 1672 pubblicò i risultati delle sue ricerche nell'opera The Institution, Laws and Ceremonies of the Most Noble Order of the Garter con illustrazioni di Wenceslaus Hollar. Quando nel 1668 morì la sua seconda moglie, Ashmole sposò la figlia minore del suo amico, l'antiquario Sir William Dugdale. Nel 1675 rassegnò le dimissioni dall'incarico di Windsor Herald a causa dei suoi dissensi con il College of Arms e ricevette l'offerta per l'incarico di Garter Principal King of Arms che però declinò in favore di Dugdale.
Sebbene il suo interesse per lo studio dell'alchimia fosse notevolmente scemato nel corso degli anni, egli mantenne vivo quello per la magia e l'astrologia. Nel 1672 Ashmole acquistò parte dei diari spirituali nei quali John Dee descriveva i suoi colloqui con le entità angeliche. Ashmole trascorse molto tempo allo studio di questi manoscritti fino ad allora sconosciuti e progettò di scrivere una biografia del grande mistico ed alchimista.

### Ashmolean Museum
Nel 1677 Ashmole fece dono della Tradescant Collection all'Università di Oxford, insieme alla sua personale collezione di oggetti, alla condizione che lo stabile dove fossero stati esposti potesse essere accessibile al pubblico.
Fu così che nacque l'Ashmolean Museum, progettato da Christopher Wren, che venne completato nel 1682.
Secondo la testimonianza dell'antiquario Anthony Wood furono necessari ben dodici carri per trasportare tutto il materiale della collezione ad Oxford. In realtà la collezione avrebbe dovuto essere più ricca se non fosse stato che una parte di essa, nella quale si trovavano monete, libri, medaglie, manoscritti e stampe venne distrutta in un incendio nel 1679 mentre era conservata al Middle Temple, in attesa di essere trasferita. Dal 1680 in poi la salute di Ashmole andò sempre più peggiorando, anche se mantenne i suoi incarichi di responsabile esattoriale fino alla morte. Fu in questo periodo di maggiore inattività negli affari e negli studi che iniziò a redigere delle note per una sua autobiografia che però non venne mai scritta; esse restano tuttavia una fonte straordinaria non solo come testimonianza della vita di Ashmole ma anche del suo tempo.
Ashmole morì a Lambeth il 18 maggio 1692 e venne sepolto nella South Lambeth Church.
La lapide eretta sopra la tomba predice l'immortalità del suo occupante, che dedicò tutta la vita al Museo Ashmoleano: «durante Musaeo Ashmoleano». Uno dei Conservatori dell'Asmoleanm Museum, in una presentazione del patrimonio artistico del Museo a cura dell'Università di Oxford, ha scritto, riferendosi al testo della targa commemorativa, che sarebbe stato più vicino al vero avere stilato il contrario poiché, se il nome di Ashmole e i suoi ricordi personali sono sopravvissuti, attirando in seguito tesori ignorati da lui e dai suoi contemporanei, fu il nome che preservò i reperti del museo dalla dispersione o dall'estinzione, non viceversa.